# قائمة المؤسسات التعليمية الإسلامية
قائمة المؤسسات التعليمة الإسلامية، هي التي الجامعات والمعاهد والكليات والمدارس التي تحمل هويّة إسلامية.

## المؤسسات التعليمية القديمة
فيما يلي المؤسسات التعليمية التي تأسست قبل الحقبة الاستعمارية والتي لا تزال تعمل حتى اليوم:
- جامعة القرويين بالمغرب، أقدم مؤسسة تعليمية قائمة، تعمل باستمرار، وأول مؤسسة تعليمية حائزة على الدرجة العلمية في العالم وفقاً لليونسكو وموسوعة غينيس للأرقام القياسية.[1][2]
- جامعة الأزهر، القاهرة
- الجامعة المستنصرية، بغداد
- جامعة الزيتونة، تونس، تونس
- جامعة تمبكتو.
- دار العلوم ديوباند، ولاية أوتار براديش، الهند

## المعاهد الدينية

### الحقبة الاستعمارية
مؤسسات التعليم الديني (يتم تصنيف معظمها على أنها "مدارس"، تأسست خلال الحقبة الاستعمارية:
- جامعة نظامية، حيدر أباد، الهند [3]

### حقبة ما بعد الاستعمار
المؤسسات الدينية (أو المدارس) التي تأسست منذ نهاية الحكم الاستعماري في البلدان المعنية:
- جامع رضا، باريلي الهند
- دار المصطفى، تريم، اليمن
- دار العلوم حقانية، أكورا خطاك ، باكستان
- دار العلوم كراتشي، كورانجي ، كراتشي، باكستان
- جاميا بينوريا، الموقع المنطقة الصناعية ، كراتشي، باكستان
- جامعة العلوم الإسلامية، مدينة العلامة بينوري ، كراتشي، باكستان
- جامعة دار الهدى الإسلامية، مالابورام
- جامعة أم القرى، مكة
- معهد الزيتونة، هايوارد، كاليفورنيا، الولايات المتحدة الأمريكية
- مسجد الإصلاح، بنكاليس ، إندونيسيا

## المعاهد غير دينية

### الحقبة الاستعمارية
هذه مؤسسات تأسست خلال الحقبة الاستعمارية وليست معاهد دينية. ومعظمها جامعات لديها ميثاق واسع للتعليم الشامل في المجتمعات الإسلامية التي تخدمها.
- جامعة عليكرة الإسلامية [4]
- الجامعة الملية الإسلامية, دلهي [5]
- الجامعة العثمانية
- مدرسة السند الإسلام ، كراتشي، السند، باكستان

### حقبة ما بعد الاستعمار
المؤسسات التعليمية التي تأسست منذ نهاية الحكم الاستعماري والتي ليست مدرسة دينية، ولكن لها هوية أو ميثاق إسلامي أو إسلامي، أو مخصصة للعلوم والفنون المرتبطة عادة بالثقافة والتاريخ الإسلامي أو الإسلامي:

#### أفغانستان
- جامعة كابول

#### الجزائر
- جامعة الأمير عبد القادر، قسنطينة [6]

#### البحرين
- جامعة البحرين
- جامعة الخليج العربي

#### بنغلاديش
- الجامعة الإسلامية للتكنولوجيا
- جامعة دار الإحسان
- جامعة دكا
- جامعة جهانكيرناجار
- جامعة كهلنا
- الجامعة الإسلامية العالمية شيتاغونغ
- الجامعة الإسلامية، بنجلاديش
- جامعة المنارة الدولية
- جامعة راجشاهي
- الجامعة العربية الإسلامية
- جامعة بنغلاديش الإسلامية

#### البوسنة والهرسك
- جامعة سراييفو

#### بوركينا فاسو
- جامعة واغادوغو

#### بروناي
- جامعة بروناي دار السلام
- جامعة السلطان الشريف علي الإسلامية

#### تشاد
- جامعة انجمينا

#### ساحل العاج
- جامعة كوكودي

#### مصر
- جامعة الأزهر
- جامعة أسيوط
- جامعة المنيا
- جامعة قناة السويس
- جامعة حلوان
- جامعة طنطا
- جامعة الزقازيق
- جامعة القاهرة
- جامعة المنصورة
- جامعة المنوفية
- جامعة عين شمس
- جامعة الإسكندرية

#### غانا
- الكلية الجامعية الإسلامية، غانا

#### جمهورية غينيا
- جامعة جمال عبد الناصر في كوناكري
- جامعة يوليوس نيريري في كانكان

#### إندونيسيا
- الجامعة الإسلامية بإندونيسيا
- الجامعة المحمدية في ماجيلانج
- جامعة شريف هداية الله الإسلامية الحكومية جاكرتا
- جامعة باندونج الإسلامية
- الجامعة المحمدية في سوراكارتا
- الجامعة المحمدية في يوجياكارتا
- جامعة سونان كاليجاغا الإسلامية
- جامعة يارسي
- جامعة نهضة الأمة الإسلامية
- الجامعة الإسلامية العالمية بإندونيسيا

#### الهند
- دار العلوم ديوباند ، ولاية أوتار براديش
- دار العلوم الوقف ، ديوبند
- دار العلوم ندوة العلماء ، لكناو
- جامعة نظامية ، حيدر أباد، الهند
- جامعة عليكرة الإسلامية
- الجمعية الأشرفية ، ولاية أوتار براديش
- الجامع الإسلامي ، روناهي
- جامع البركات عليكرة ، عليكرة
- جاميا أمجاديا ريزفيا ، غوسي
- جامع رضا ، باريلي
- جاميا هامدارد
- الجامعة الملية الإسلامية
- جامع المركز، كوزيكود
- منظر الإسلام، باريلي
- مركز مدينة المعرفة ، كوزيكود
- جامعة دار الهدى الإسلامية
- أكاديمية مادن ، مالابورام ، كيرالا

#### إيران
- جامعة إيران للعلوم الطبية
- جامعة آزاد الإسلامية
- جامعة كي إن توسي للتكنولوجيا
- جامعة بايام نور (التعليم عن بعد)
- جامعة الشهيد باهنر في كرمان
- جامعة شريف للتكنولوجيا
- جامعة شيراز
- جامعة طهران
- جامعة تربيات المعلم
- جامعة طهران للعلوم الطبية
- جامعة بو علي سينا
- جامعة العلامة الطباطبائي
- جامعة جرجان
- جامعة فردوسي مشهد
- جامعة اصفهان
- جامعة الزهراء
- جامعة أميركبير للتكنولوجيا
- جامعة اصفهان للتكنولوجيا
- جامعة إيران للعلوم والتكنولوجيا

#### العراق
- جامعة البصرة
- الجامعة التكنولوجية
- جامعة الموصل
- جامعة بغداد
- جامعة القادسية
- جامعة الكوفة
- الجامعة المستنصرية
- الجامعة العراقية
- جامعة الأنبار
- جامعة بابل

#### أيرلندا
- مركز المصطفى الإسلامي الثقافي

#### الأردن
- جامعة آل البيت
- جامعة البلقاء التطبيقية
- جامعة عجلون الوطنية الخاصة
- جامعة عمان الأهلية
- جامعة الحسين بن طلال
- جامعة الإسراء
- جامعة الزيتونة الأردنية
- الجامعة الأمريكية في مادبا
- جامعة العلوم التطبيقية الخاصة
- الجامعة الألمانية الأردنية
- الجامعة الهاشمية
- جامعة اربد الوطنية
- جامعة الأردن للعلوم والتكنولوجيا
- جامعة جرش الخاصة
- جامعة جدارا
- جامعة مؤتة
- جامعة البتراء
- جامعة فيلادلفيا
- جامعة الأميرة سمية للتكنولوجيا
- جامعة الطفيلة التقنية
- الجامعة الأردنية
- الجامعة الإسلامية العالمية للعلوم والتربية
- جامعة اليرموك
- جامعة الزرقاء الخاصة

#### لبنان
- جامعة بيروت العربية
- الجامعة اللبنانية

#### ليبيا
- جامعة العرب الطبية
- جامعة بنغازي
- جامعة سبها
- جامعة الزاوية
- جامعة سرت

#### ماليزيا
- الجامعة الإسلامية العالمية
- جامعة العلوم ماليزيا
- جامعة مالايا
- جامعة أوتارا ماليزيا
- الجامعة التكنولوجية، ماليزيا
- جامعة ماليزيا صباح
- جامعة المدينة العالمية
- جامعة السلطان عبد الحليم معظم شاه الإسلامية العالمية
- كلية جامعة سيلانجور الإسلامية الدولية
- جامعة العلوم الإسلامية ماليزيا

#### المغرب
- جامعة شعيب الدكالي
- جامعة محمد الخامس أكدال
- جامعة محمد الخامس بالسويسي
- جامعة الأخوين بإفران

#### الجمهورية الإسلامية الموريتانية
- جامعة نواكشوط العصرية

#### جمهورية موزمبيق
- جامعة إدواردو موندلين [7]

#### هولندا
- الجامعة الإسلامية في روتردام

#### النيجر
- الجامعة الإسلامية بالنيجر

#### نيجيريا
- جامعة بايرو كانو
- جامعة عثمان دان فوديو

#### فلسطين
- جامعة الأزهر، غزة
- جامعة النجاح الوطنية
- جامعة القدس
- جامعة القدس المفتوحة
- جامعة بيرزيت
- الجامعة الإسلامية في غزة

#### باكستان
- جامعة هامدارد
- جامعة البنجاب
- جامعة NED للهندسة والتكنولوجيا
- جامعة القائد الأعظم
- جامعة شاه عبد اللطيف
- جامعة السند الزراعية
- جامعة السند
- معهد الشهيد ذو الفقار علي بوتو للعلوم والتكنولوجيا
- جامعة الزراعة، فيصل آباد
- جامعة آزاد جامو وكشمير
- جامعة بهاء الدين زكريا
- جامعة جومال
- الجامعة الإسلامية العالمية، إسلام آباد
- جامعة مهران للهندسة والتكنولوجيا، جامشورو
- معهد العليمية للدراسات الإسلامية
- جاميا أمجاديا ريزفيا كراتشي
- جاميا نعيمية لاهور
- جامع نظامية غوسية وزير آباد
- جامعة المدينة المنورة
- الجامعة الإسلامية في باهاوالبور
- جامعة منهاج الدولية
- معمل القرآن [8]

#### الفلبين
- جامعة مسلم مينداناو

#### قطر
- جامعة قطر

#### الاتحاد الروسي
- الجامعة الإسلامية الروسية، قازان

#### المملكة العربية السعودية
- الجامعة الإسلامية بالمدينة المنورة
- جامعة أم القرى
- جامعة الملك سعود

#### السودان
- جامعة أفريقيا الدولية
- جامعة السودان للعلوم والتكنولوجيا
- جامعة القرآن الكريم والعلوم الإسلامية
- جامعة الجزيرة
- جامعة النيل الأزرق
- جامعة النيلين
- جامعة كردفان
- جامعة سينار
- جامعة جوبا
- جامعة الخرطوم
- جامعة وادي النيل
- جامعة الزعيم الأزهري
- جامعة امدرمان الإسلامية

#### السنغال
- جامعة جاستون بيرجر في سانت لويس

#### الصومال
- الجامعة الوطنية الصومالية
- جامعة مقديشو
- جامعة الصومال

#### سوريا
- جامعة دمشق
- جامعة تشرين

#### تونس
- جامعة الزيتونة

#### تركيا
- جامعة سلجوق
- جامعة فان يوزونكو يل

#### أوغندا
- الجامعة الإسلامية في أوغندا

#### الإمارات العربية المتحدة
- جامعة عجمان للعلوم والتكنولوجيا
- جامعة الإمارات العربية المتحدة
- جامعة الشارقة

#### الولايات المتحدة
- جامعة قرطبة كلية الدراسات العليا للعلوم الإسلامية والاجتماعية
- كلية الزيتونة
- الجامعة الإسلامية في مينيسوتا

#### المملكة المتحدة
- كلية كامبريدج المسلمة
- جامع الكرم

#### اليمن
- دار المصطفى
- جامعة عدن
- جامعة الملكة أروى
- جامعة تعز
- جامعة صنعاء
- جامعة العلوم والتكنولوجيا، صنعاء